# 香港大學許士芬地質博物館

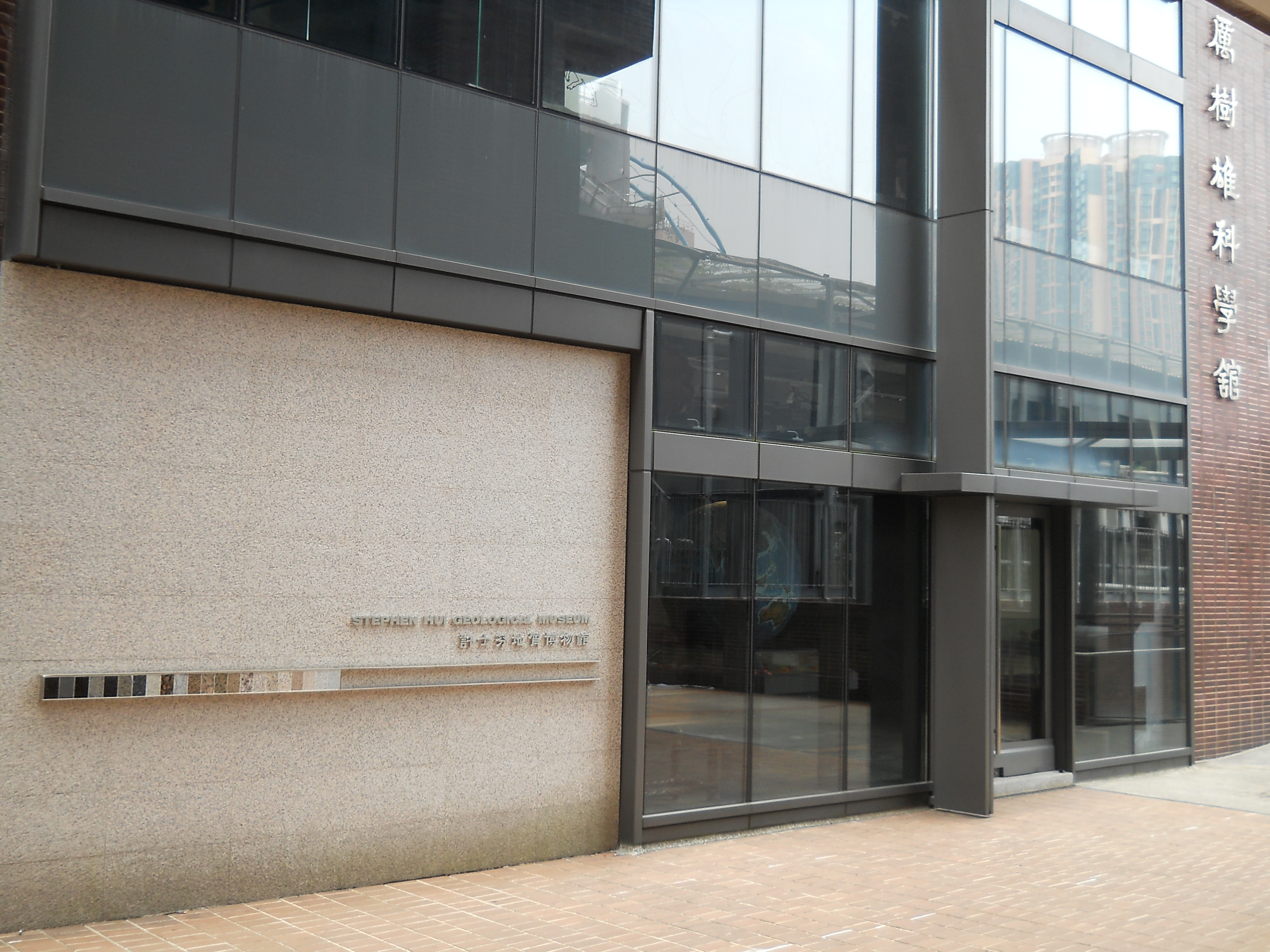
香港大學許士芬地質博物館

香港大學許士芬地質博物館（英語：Stephen Hui Geological Museum），是香港博物館之一，位於薄扶林香港大學本部校園厲樹雄科學館地下及一樓，佔地約500平方米。由香港大學地球科學系營運，而石頭實物展品主要由許士芬博士捐贈，而展覽資料是該學系師生及地質學專家提供。

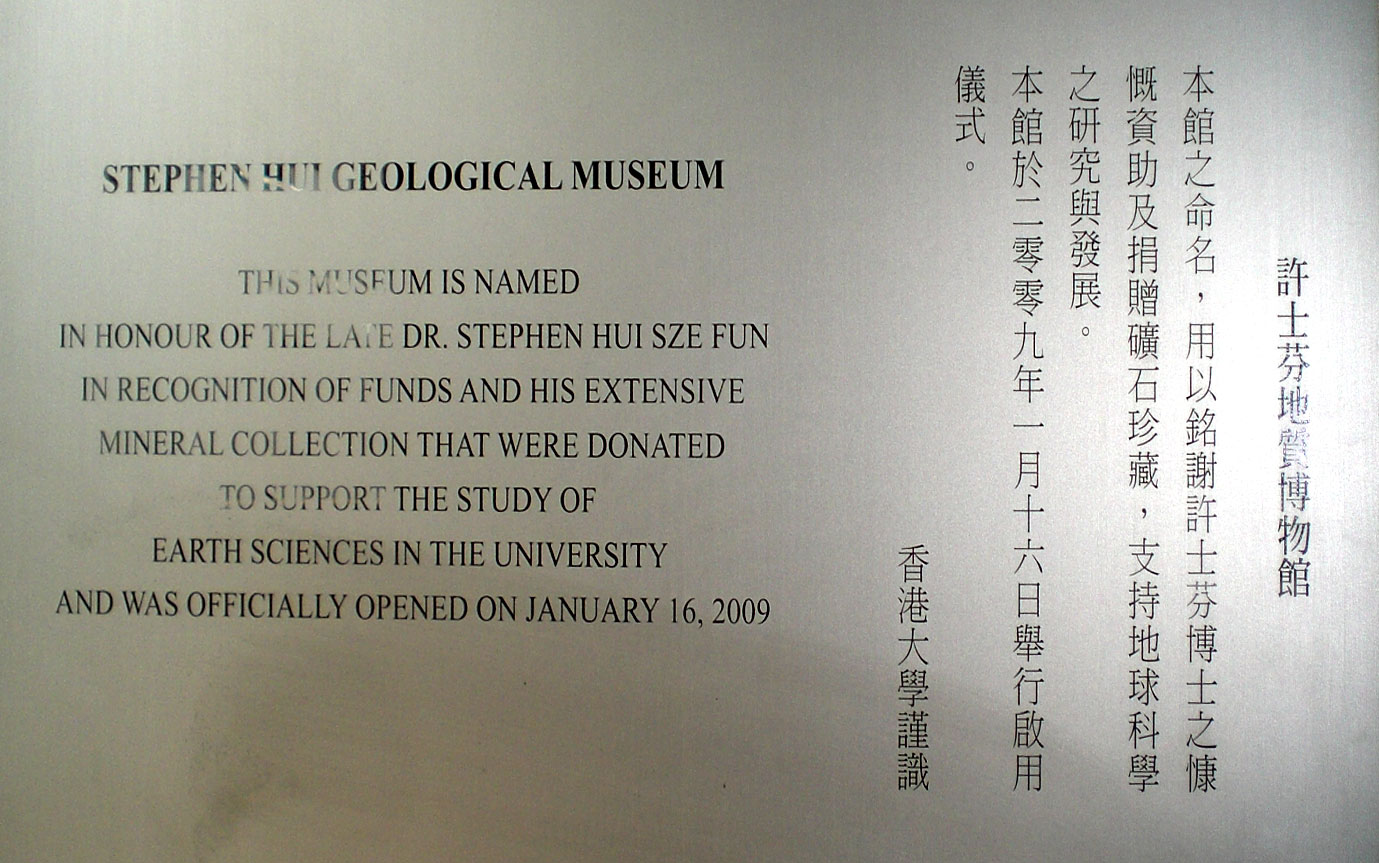
香港大學許士芬地質博物館

## 宗旨
許士芬地質博物館為讓不同年齡的參觀者親自體會館中展品以認識地球與其演變，並致力提供有關地球科學的研究資料和生活應用的知識。
博物館自2009年1月16日起對公眾開放，為全港首創之地質博物館。博物本館位於香港大學本部，轄屬香港大學地球科學系，該系為香港提供地球科學學位課程的大學組織。 博物館特為社區及大學之間提供平台，提倡愛護和欣賞地球的重要性，並發揚地球科學及其對現今本港環境的應用和密切性。
博物館的收藏品、展覽品及活動，為地球科學教育重要的資源。為大學生、中小學生及公眾提供課室以外學習地球科學的機會。配合公共宣傳活動，推行對教育團體的導遊和樣本外借服務，博物館冀將地球科學融合於中小學的課程中，以建立一個「地球科學和社會」的概念。

## 許士芬博士

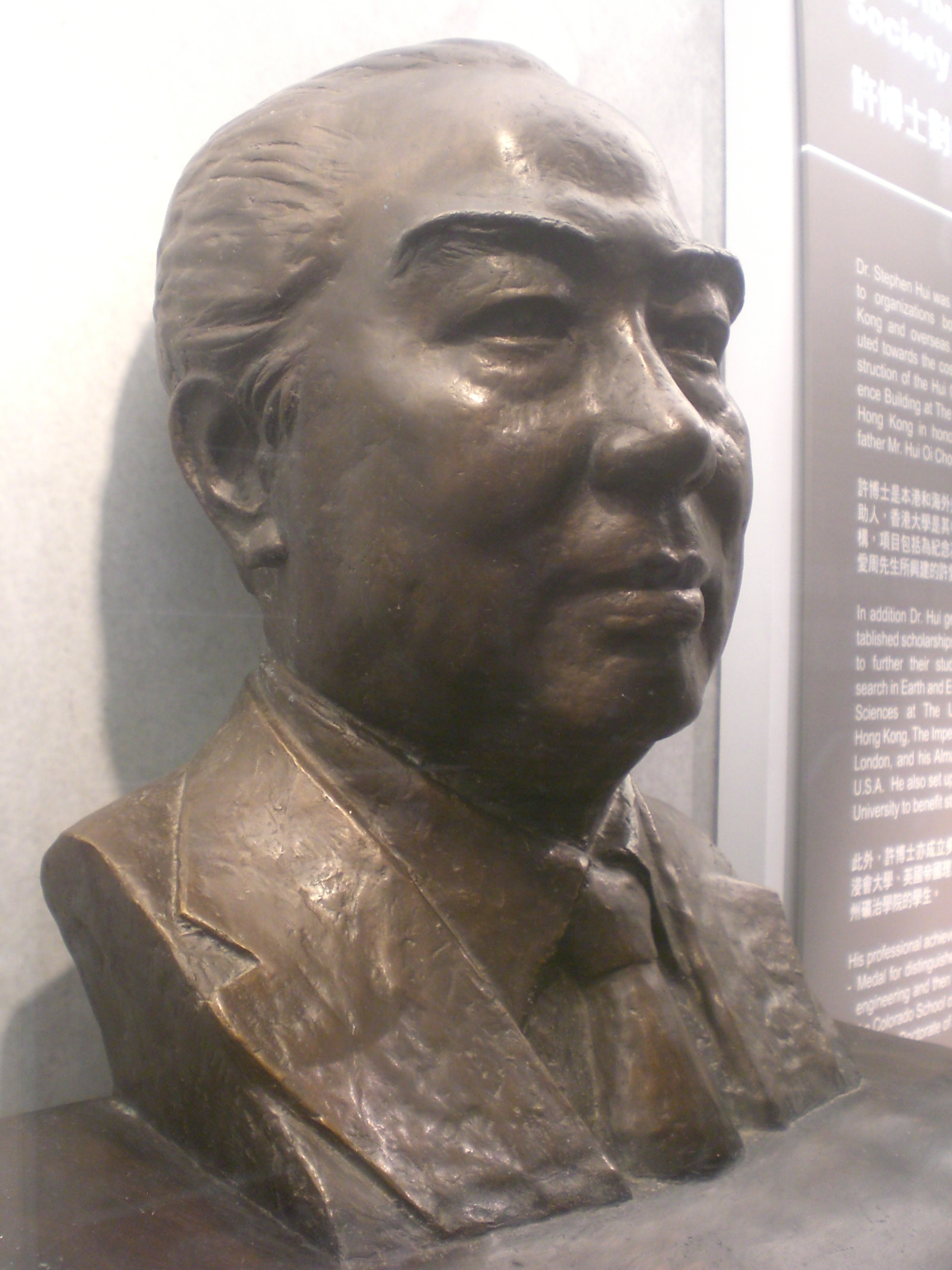
許士芬像

已故礦務地質工程師許士芬博士一生樂善好施，好學不倦，在香港及海外不遺餘力地資助及推廣地球科學方面的發展。許氏家族及香港大學為紀念許博士對地球科學的貢獻而成立許士芬地質博物館。
許士芬博士在1912年6月13日出生於中國廣東省湛江市，是許愛周先生四位子女中排行第二的兒子。許博士十四歲時隨家人來港，中學畢業於香港拔萃男書院，曾在上海聖約翰大學修讀土木工程，後轉往美國科羅拉多州礦冶學院繼續學業，在1940年取得採礦工程師及地質工程師兩個專業學位。
許博士在1940年由美國學成返國，在中國廣西省從事開採和發展金屬及非金屬礦產的工作，分別在天培榮煤礦業公司屬下的楊柳洞煤礦，大坑嶺煤礦和三台嶺滑石礦擔任勘探地質學家和總採礦工程師等重要職位。許博士對本港早年的礦業亦貢獻良多，曾於1956至1970年間在仁興礦務有限公司出任總採礦工程師一職，負責針山鎢礦和新界蓮花山鎢鐵礦的業務，隨後在1973年更成為該公司的主席和行政董事。
博士一生鍾情於收藏世界各地的奇珍礦物和岩石，曾於1976年香港第一屆礦物展中展出其珍藏品。許博士更捐贈大量礦石予香港大學，以實踐在香港成立地質博物館的夢想。雖然許博士於1989年與世長辭，享壽78歲，其夫人和子女繼續履行許博士的心願，積極支持地球科學方面的發展，當中包括成立許士芬博士信託基金和2009年在香港大學成立許士芬地質博物館，成為全港首間和唯一以地球科學為主題的博物館。館中以許博士珍藏的礦物和岩石為重點，所有礦石更將會永久在館內展出，供大眾欣賞。

## 博物館歷史
地球科學系於2005年獲批香港大學發展基金，於善用現有資源的概念下，在厲樹雄科學館劃出大堂部份空間建成一所科學博物館，展出許士芬博士珍藏的岩石和礦物。
許氏家族不單捐贈許博士珍藏的礦物和岩石，更慷慨解囊，助本館廣泛購置來自中國的化石，和籌劃並設計雙語、部分互動的模型和展板，當中包括16塊個璃纖維陳列櫃和13塊大型圖繪。在其資助中，博物館現時已展出超過1600個真實的礦物、岩石和化石標本，每個均附上中英對照的詳細解釋，主要陳列於「動感地球」、「地球的演變」、「地球物質」及「香港地質歷史」四個主題展覽廳內。

## 展廳
基本陳列共有「動感地球」、「地球的演變」、「地球物質」及「香港地質歷史」四個主題展覽，內設多組模仿戶外環境的大型仿石模型，展示化石的自然產狀及實地考察常見的岩石種類，還有互動地球模型、岩石循環模型、「來製造你的地震」陳列及輕觸屏幕等與訪客相互動的展品。

### 動感地球展廳

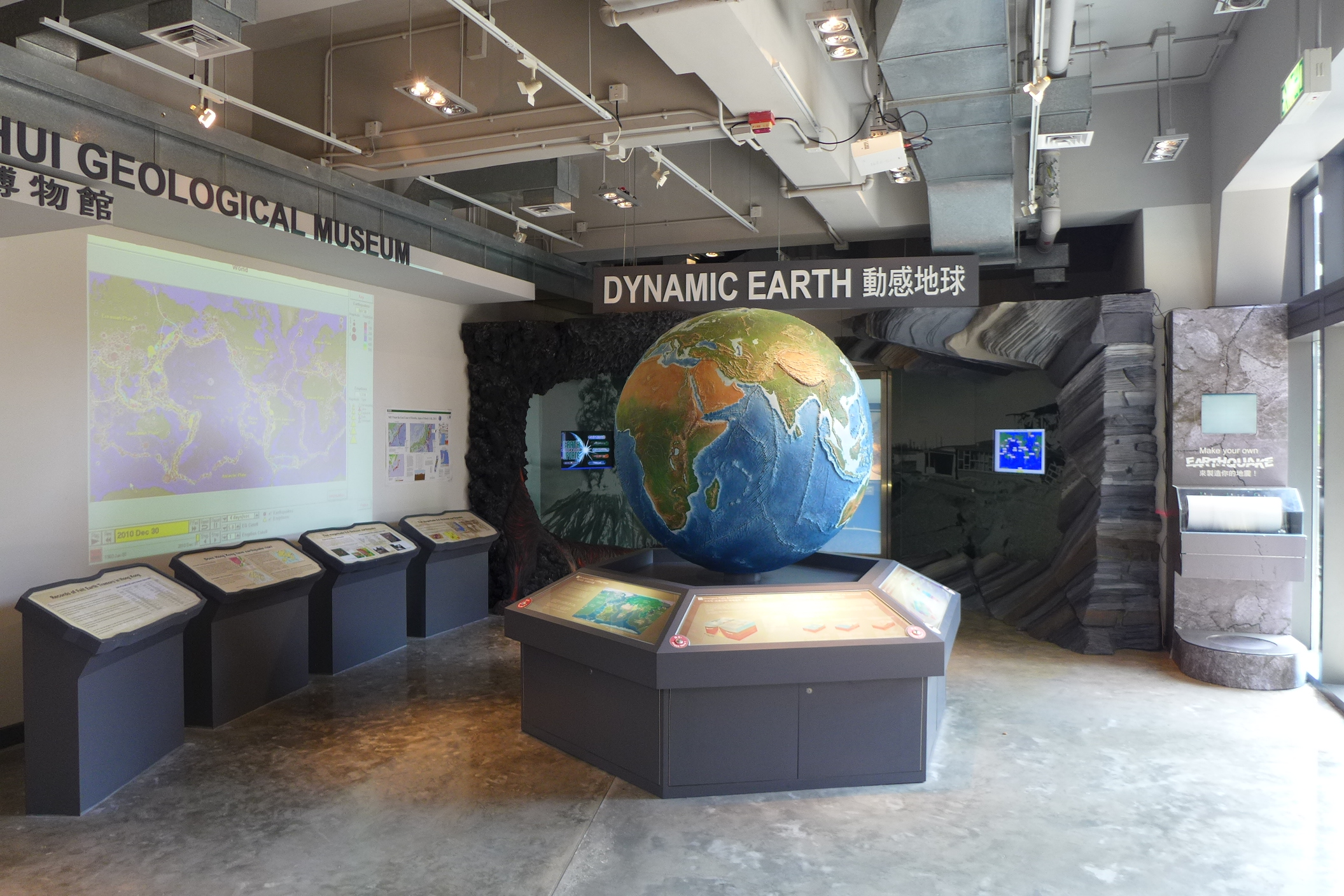
動感地球展廳

地球可視作一系列動態系統，由大氣圈、水文圈、岩石圈及生物圈所組成並互相影響。透過「板塊構造」運動，地球的外層不斷移動，是改變地球表面的最大力量。本廳展出了直徑1.5米的互動地球模型，顯示並解釋目前活躍的地質力量如何改變及維持整個地球系統。此外，廳內還設有電腦顯示屏報告當前遍布世界及不同地區的地質活動及地震、火山爆發的實時數據。

### 地球的演變展廳
透過展出世界級的岩石、礦物、中國化石樣本及其他互動展品，本廳介紹了地球及生物的起源，及它們由45億年前地球形成至今的演化，尤以中國地區作例子，由此證明地球是個動態且不斷變化的星球，地球各系統隨著時間互相影響、演變，確立地球現有的特色。

### 地球物質展廳
本廳展現引人入勝的礦物及岩石世界，介紹不同礦石如何形成及應用於日常生活中，當中來自世界各地、種類繁多的礦石為許士芬博士所收藏及捐贈。本廳主要展出系統分類礦物、天然寶石及岩石循環，訪客亦可於本館小型影音廳中體驗一下擁有熒光礦物、看似平平無奇的岩石，如何在紫外光燈下變得艷光四射。

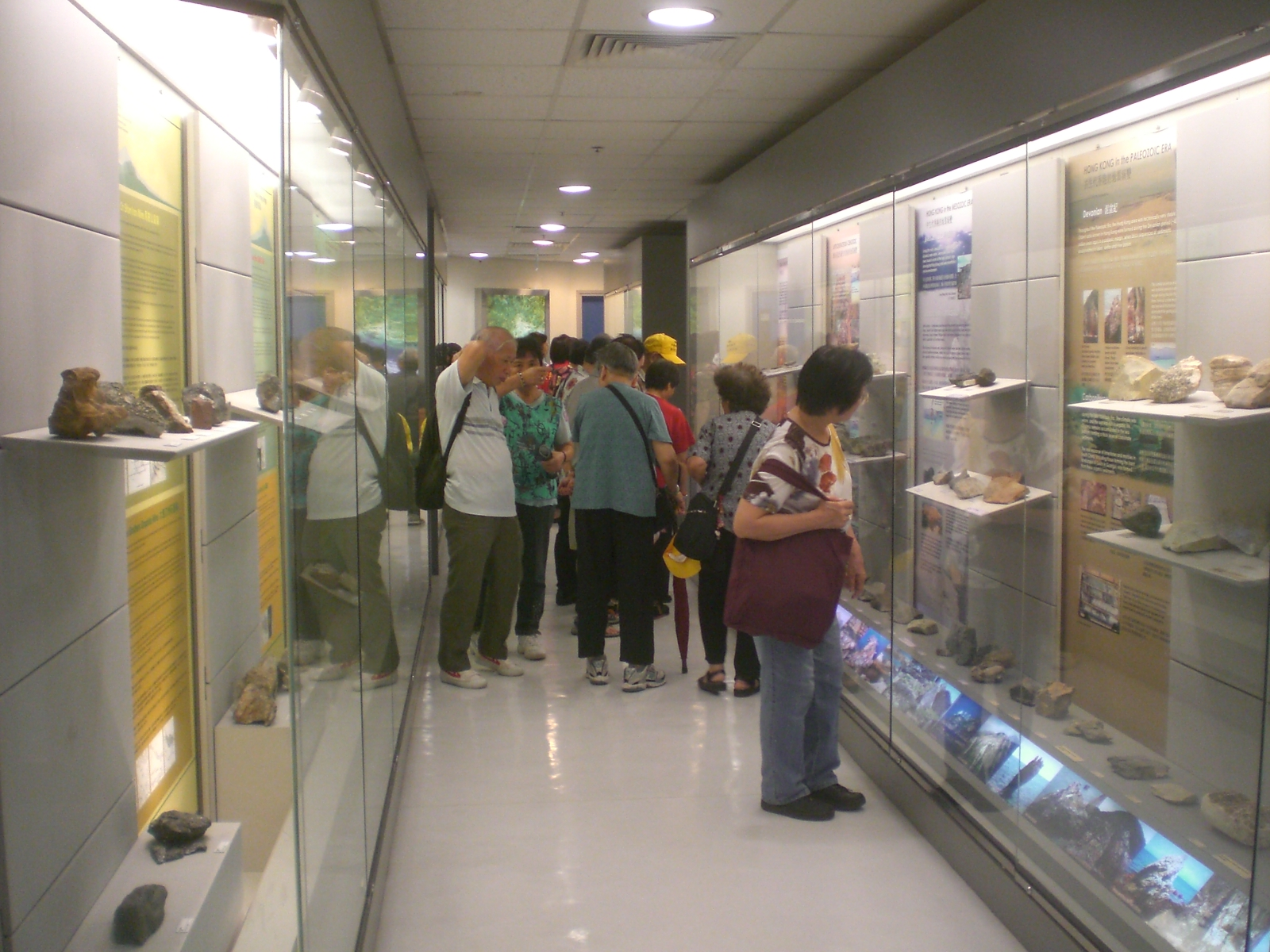
香港地質歷史展廳

### 香港地質歷史展廳
本廳展示出香港的地質歷史，細訴香港從最古老、四億年前泥盆紀黃竹角咀組的沉積岩至現今的環境變化，亦記載了香港不同時期的地質活動，及其對過去和現在香港環境的影響。

### 影音廳
館內影音廳設有「奇幻星球」，參加者可透過此球狀數碼影像投射屏幕具體了解氣候、板塊運動、大洋環流和大氣運動等地球動力系統。此示範乃導賞服務的一部份，影音廳每次只能容納30人，有意參觀團體需要預約。

## 博物館開放時間
星期一至五 下午1:00 - 6:00 
早上預留舉辦導賞活動 
星期六、日，公眾假期及大學假期休息

## 鄰近
- 大學道
- 港大大學書店
- 許愛周科學館（由此博物館捐贈者父親捐出）
- 港大孫中山蓮花池
- 大學圖書館大樓

## 部份展品

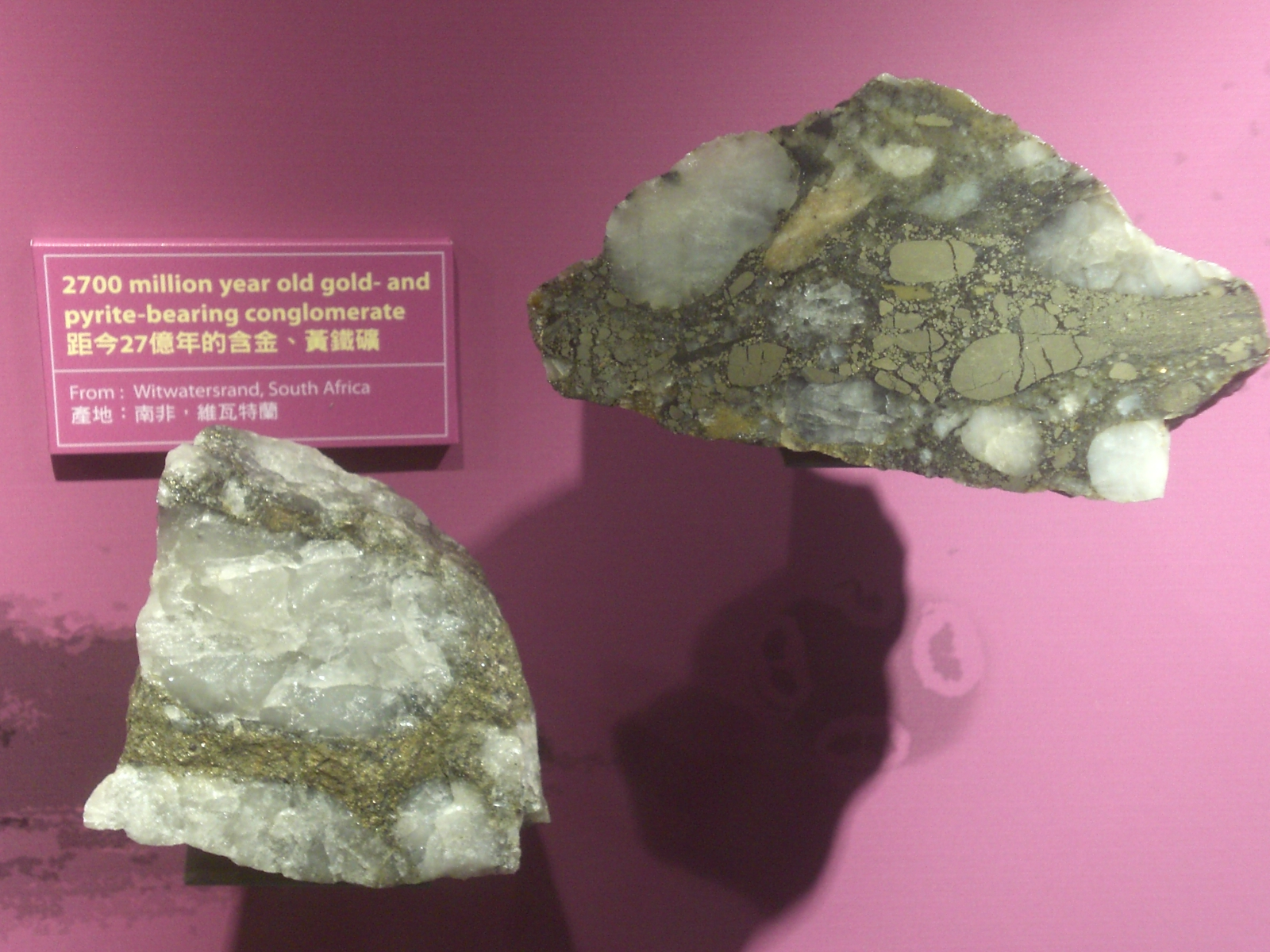
南非金和黃鐵礦
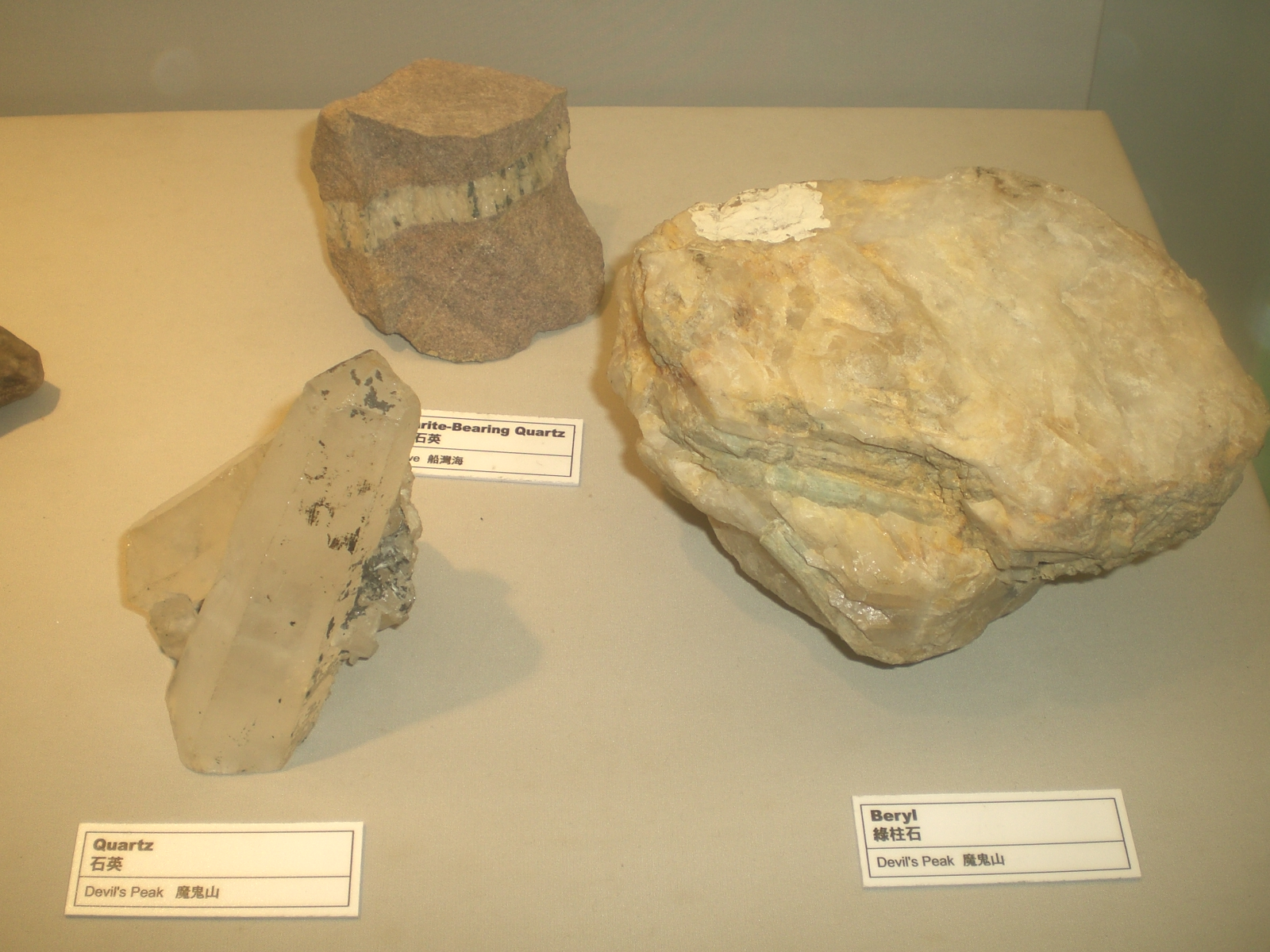
魔鬼山礦產石英和綠柱石
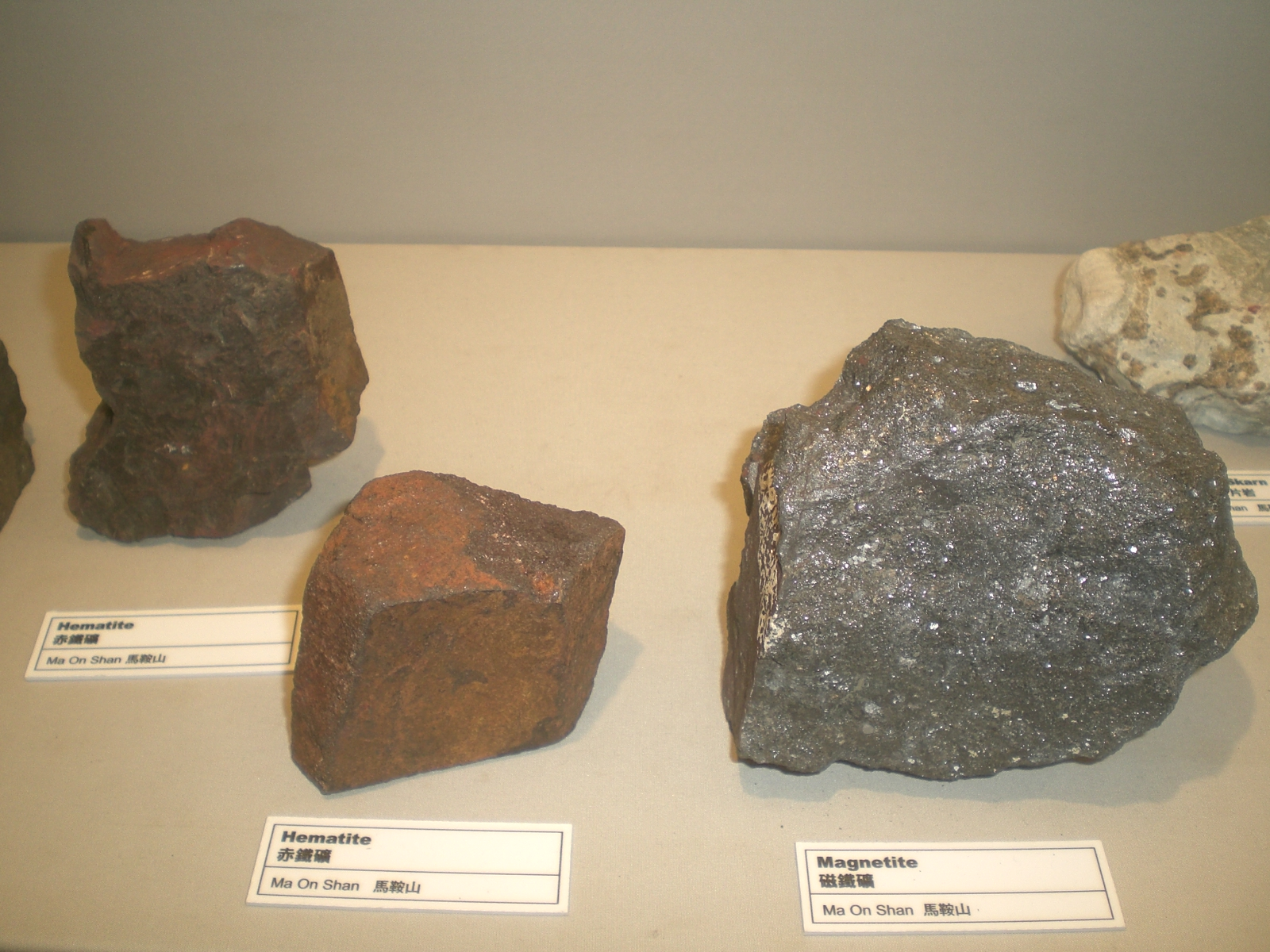
馬鞍山赤鐵礦
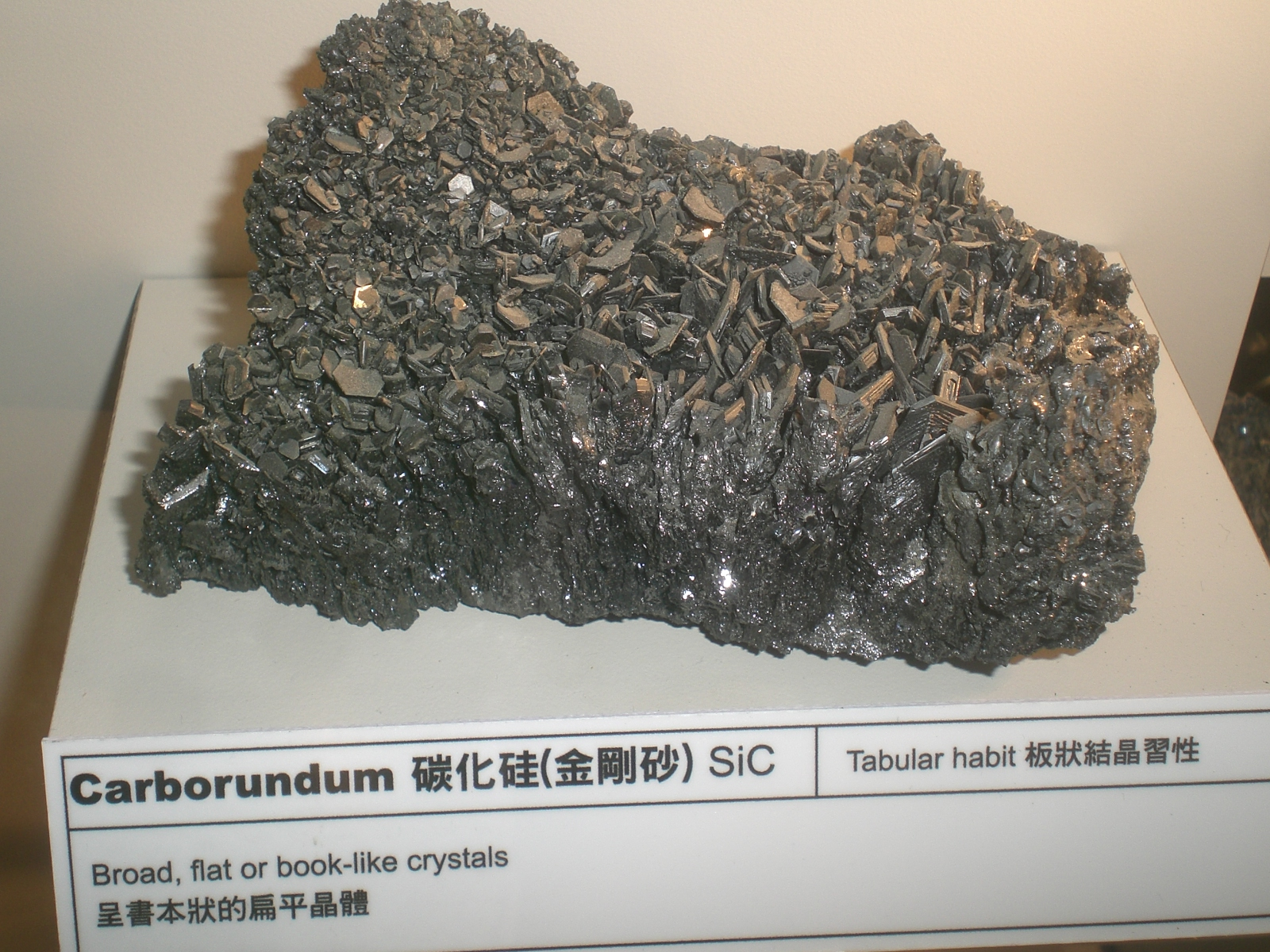
金剛砂
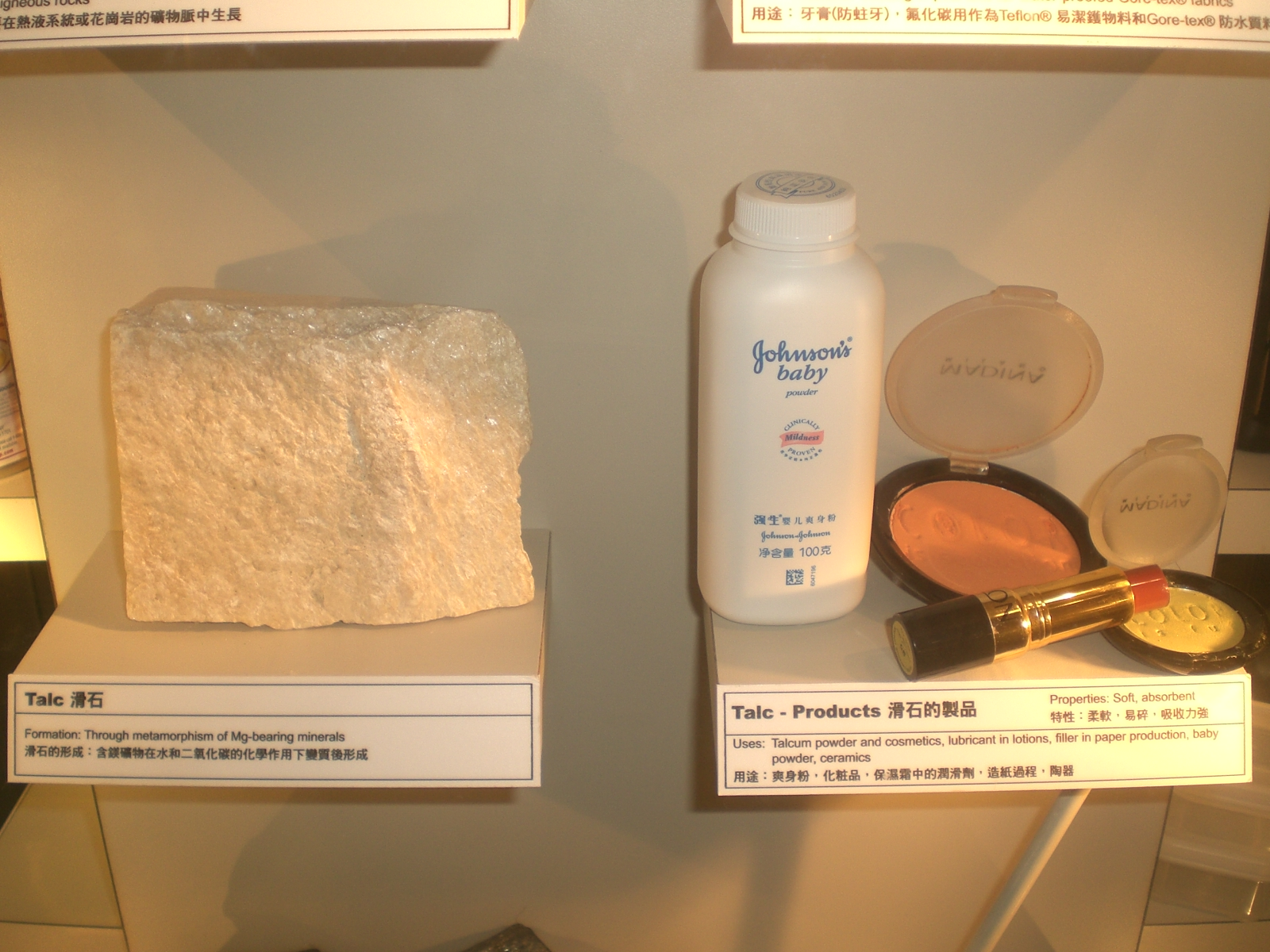
滑石及產品
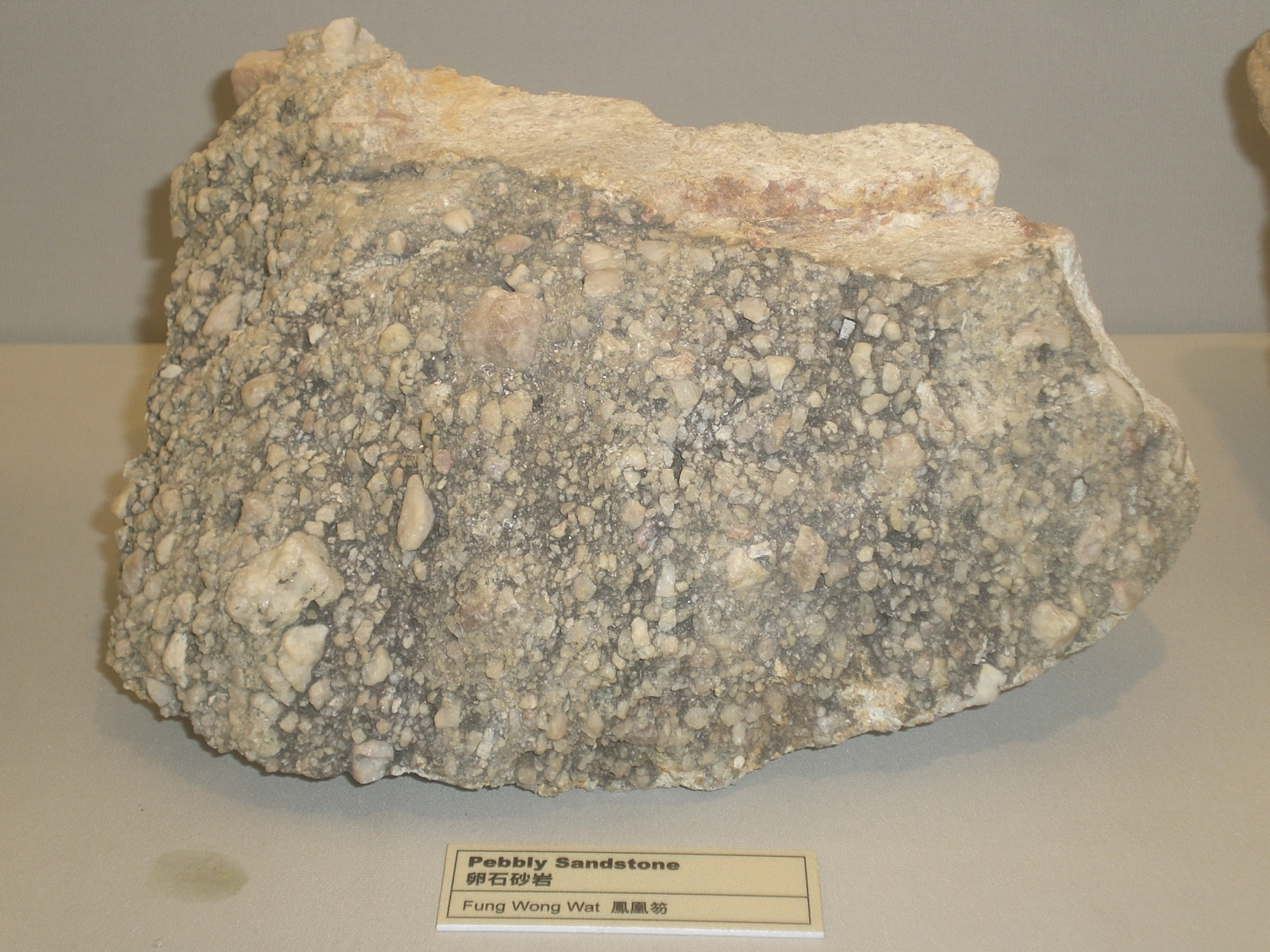
香港鳳凰笏出產的卵石砂岩
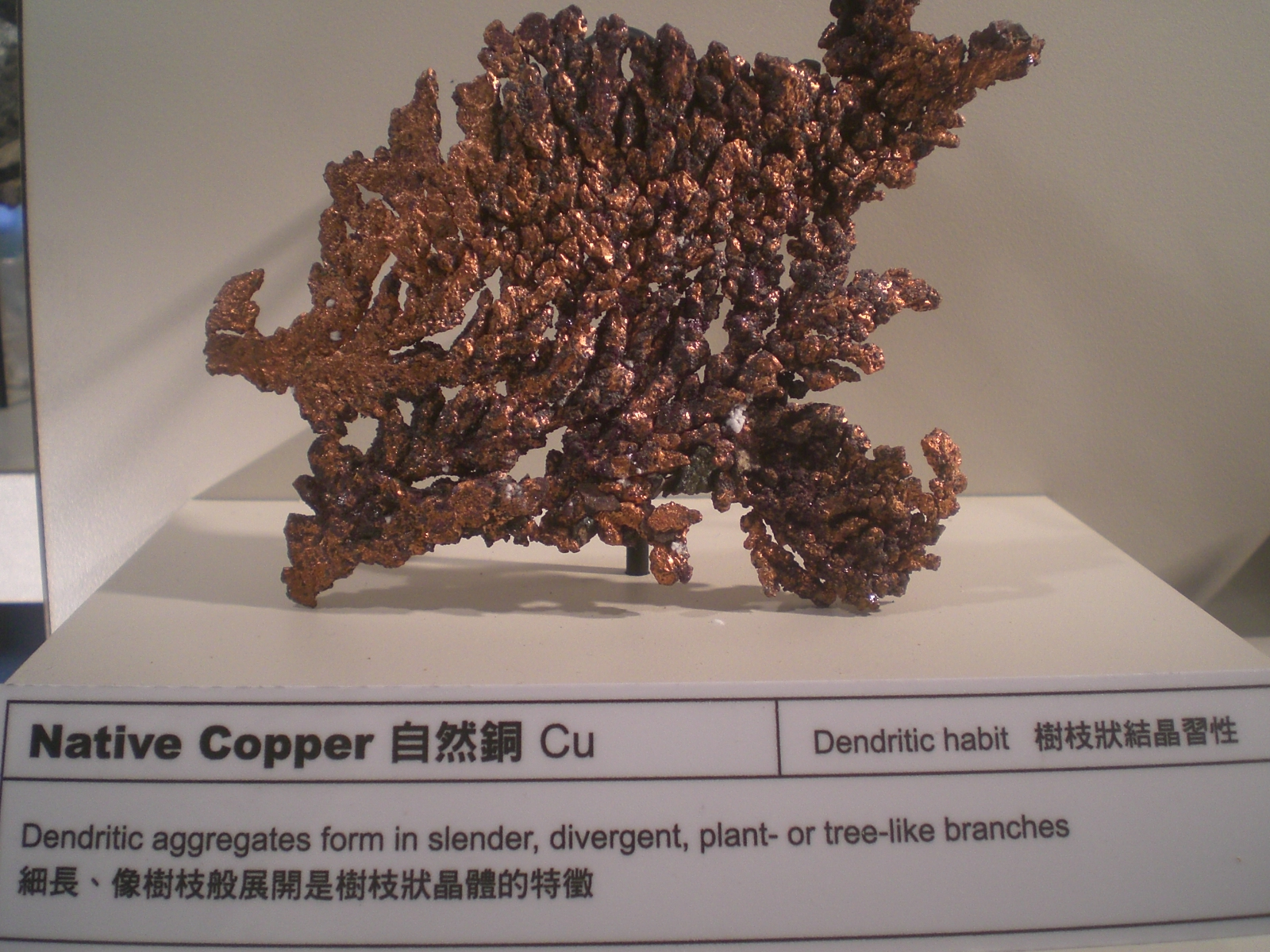
天然的銅礦石
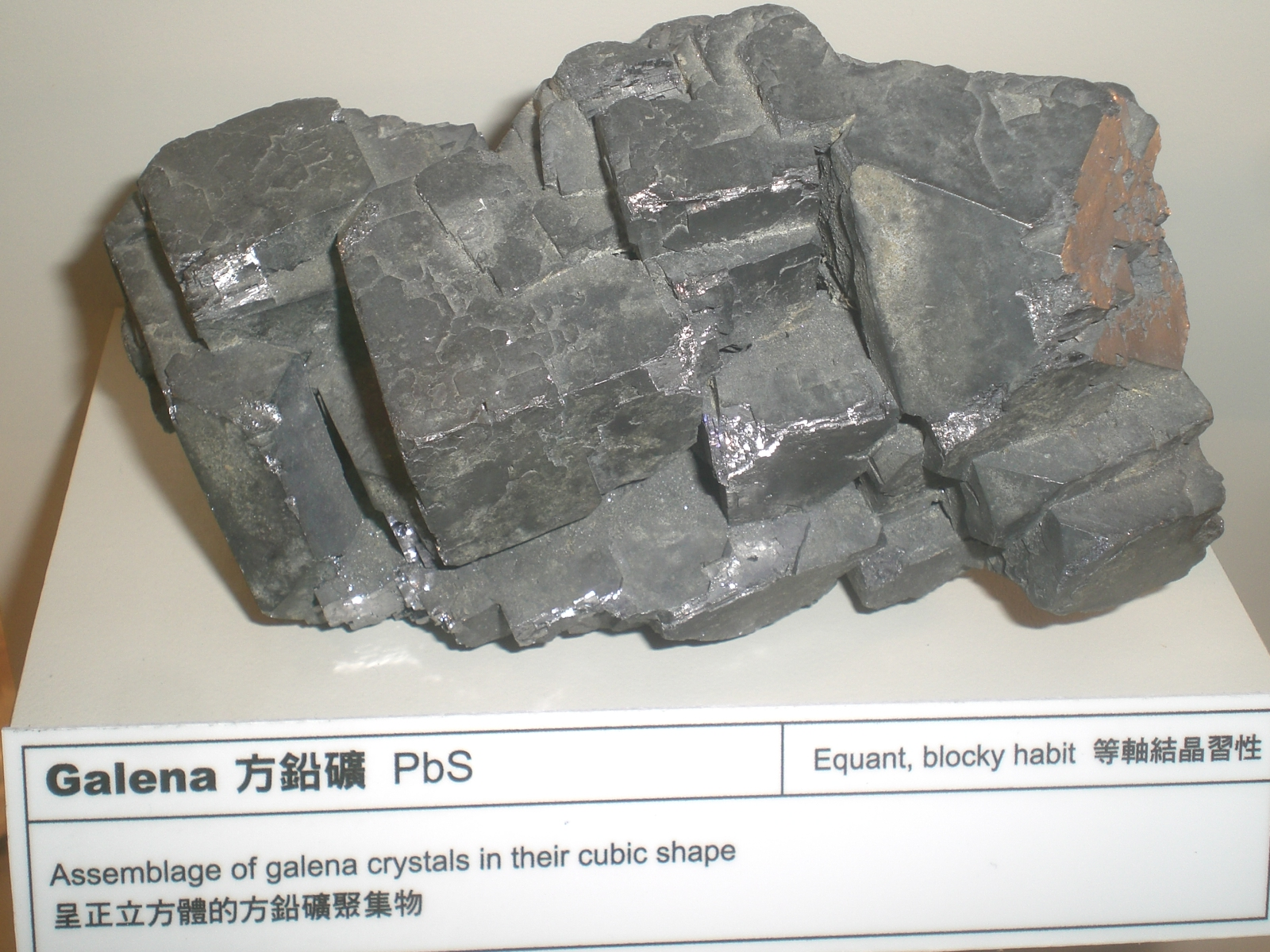
方鉛礦
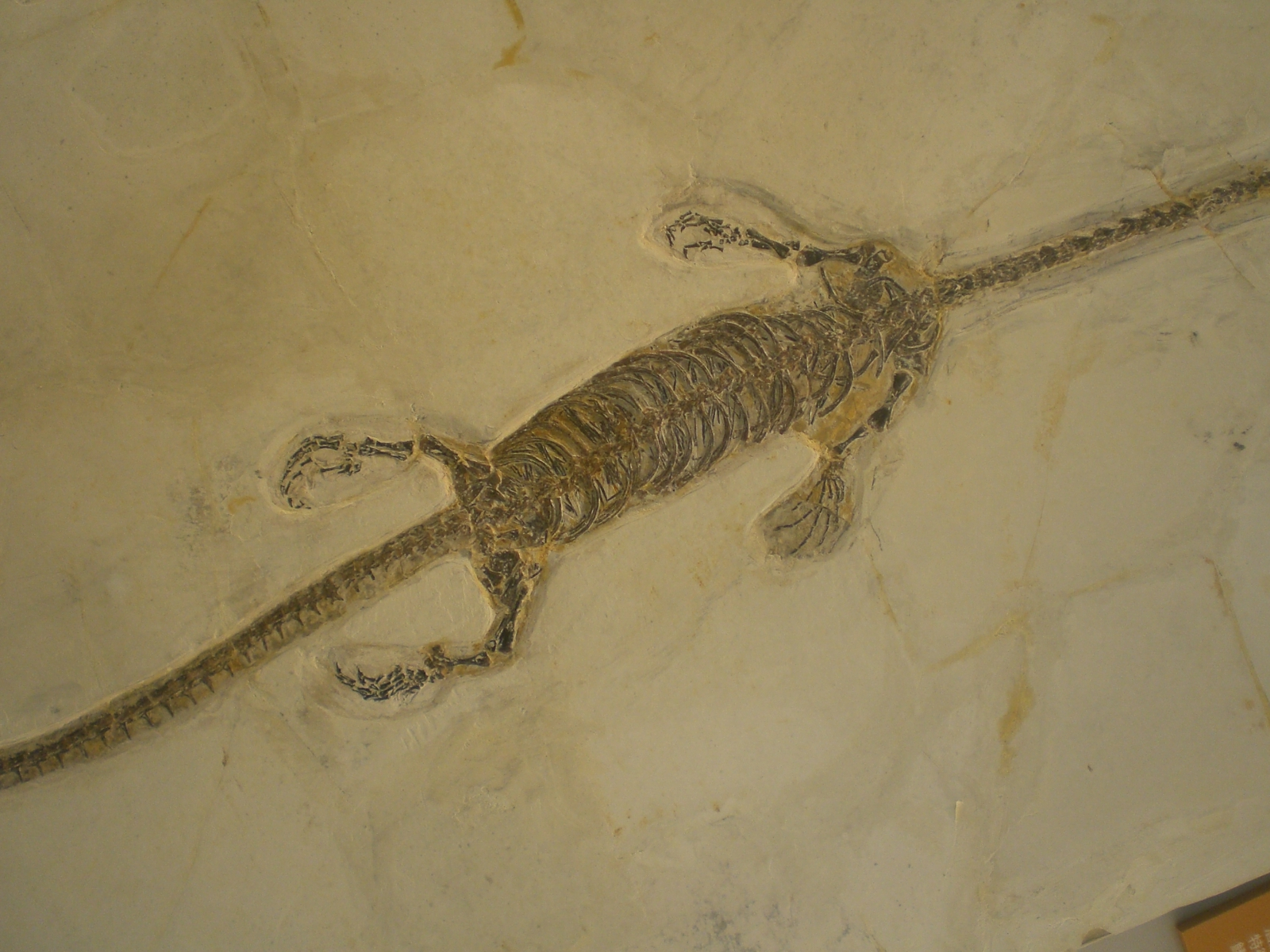
石化的潛龍
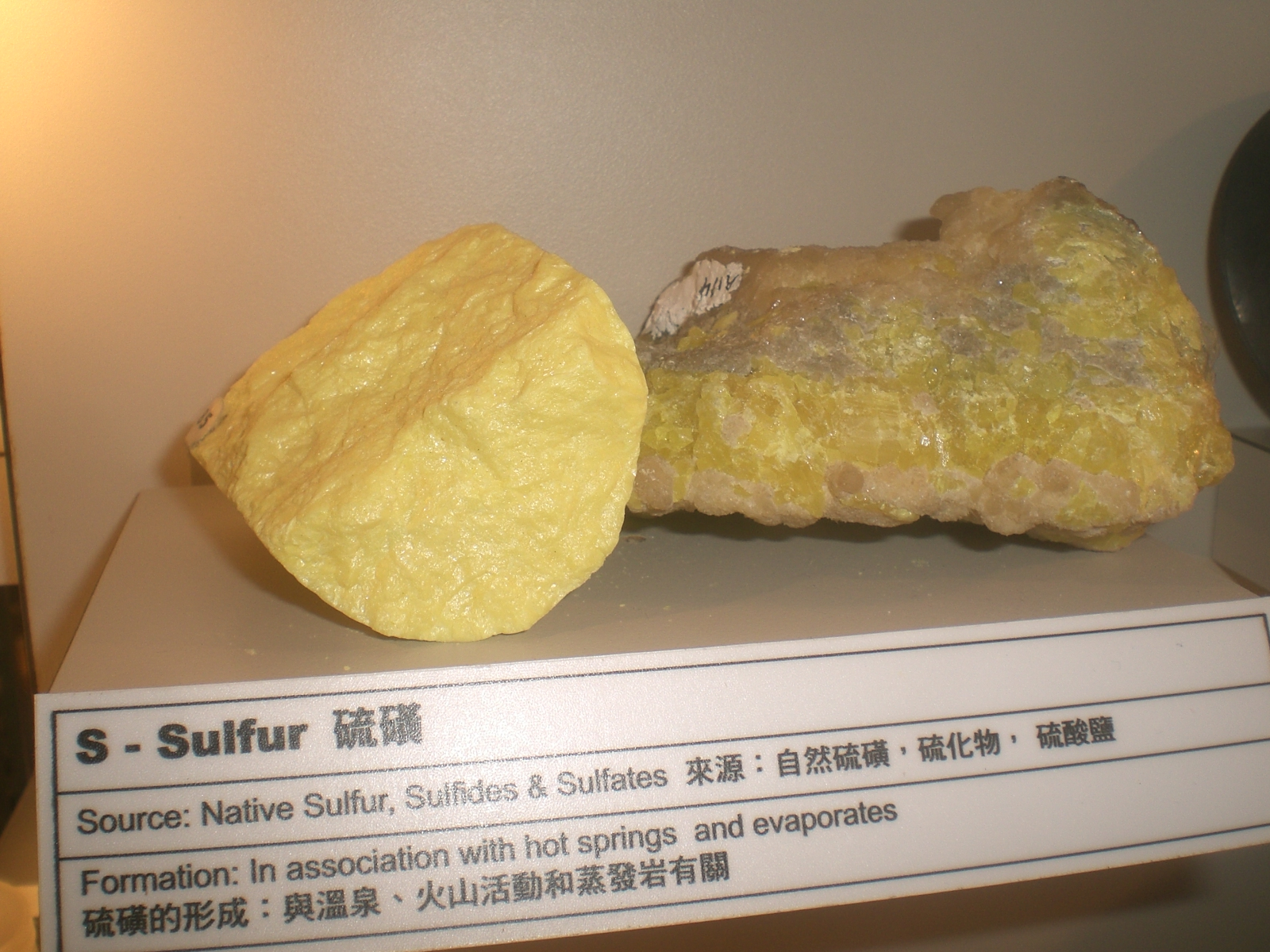
硫磺石
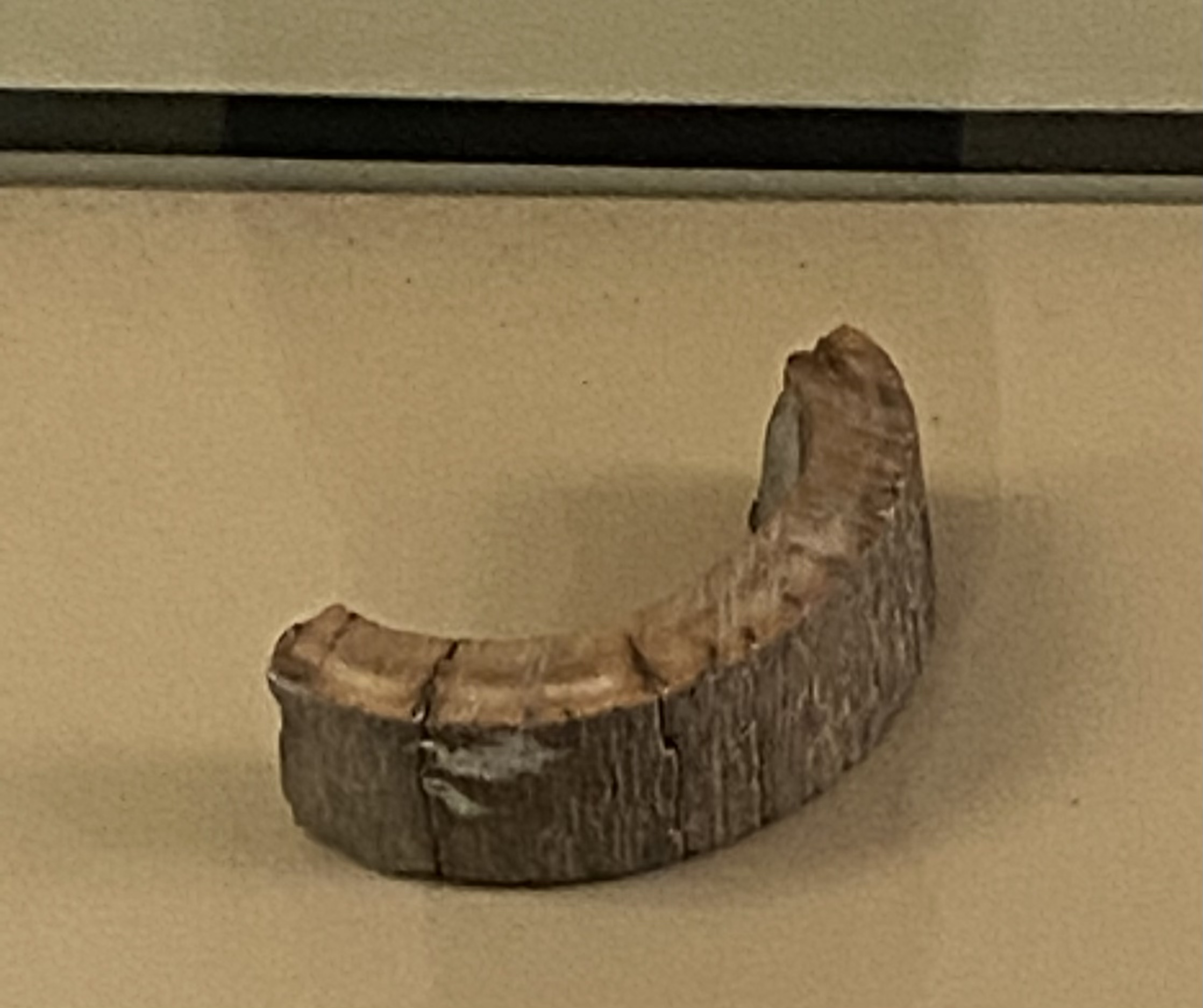
猛獁象載面

## 外部參考
- 官方网站